# Орлей, Бернарт
Бе́рнарт ван О́рлей, также Ба́рент ван О́рлей, Бе́рнард Брюссе́льский (нидерл. Bernart van Orley, Barend, Bernaert, Bernard van Brussel; между 1488 и 1492, Брюссель — 6 января 1541 или 1542, Брюссель) — нидерландский художник эпохи Северного Возрождения из Брабанта. Романист. Живописец-портретист, рисовальщик и гравёр, мастер офорта, автор картонов для шпалер и рисунков для витражей. С 1518 года придворный художник Маргариты Австрийской, штатгальтерa Испанских Нидерландов (1507—1530) из рода Габсбургов.

## Семья художников ван Орлей
Бернар ван Орлей принадлежал к большой семье потомственных художников, охватывающей несколько поколений. Его семья была родом из Люксембурга и происходила из знатного рода лордов Орли (эту фамилию в документах писали по-разному: van Orley, d’Orlich, d’Ourlech, Orlet, Barend van Brussel, Bernardus Dorley). Его дед Ян эмигрировал в герцогство Брабантское, где его отец Валентейн ван Орлей (Valentijn van Orley; ок. 1466—1532) родился внебрачным ребенком. Он известен в основном как рисовальщик картонов для знаменитых брюссельских шпалер. Валентейн женился на Жанне Смолдерс. Единственная живописная работа, которую можно ему приписать, — алтарь Салуццо в Музее города Брюсселя. Панно «Жизнь святого Роха» из церкви Святого Иакова в Антверпене приписывают их старшему сыну Эверарду ван Орлею (ок. 1491—?). Из этой семьи известны также: Филип ван Орли, рисовальщик картонов для ковров; Гомар ван Орлей, художник (работал около 1533 г.); Михаель ван Орли (?—1593); Иероним I ван Орлей, художник (работал около 1567—1602); Бернар II ван Орлей, художник (ок. 1535—1553); Иероним II ван Орлей (художник и декоратор); Иероним III ван Орлей, художник-портретист, декоратор, гравёр; Питер ван Орлей (1638—после 1708), миниатюрист и пейзажист; Франсуа ван Орлей, "живописец исторических сцен; Рихард I и Рихард II ван Орлей (1663—1732), живописец и офортист; Ян ван Орлей (1665—1735), живописец и офортист.

## Жизнь и творчество Бернарта ван Орлея

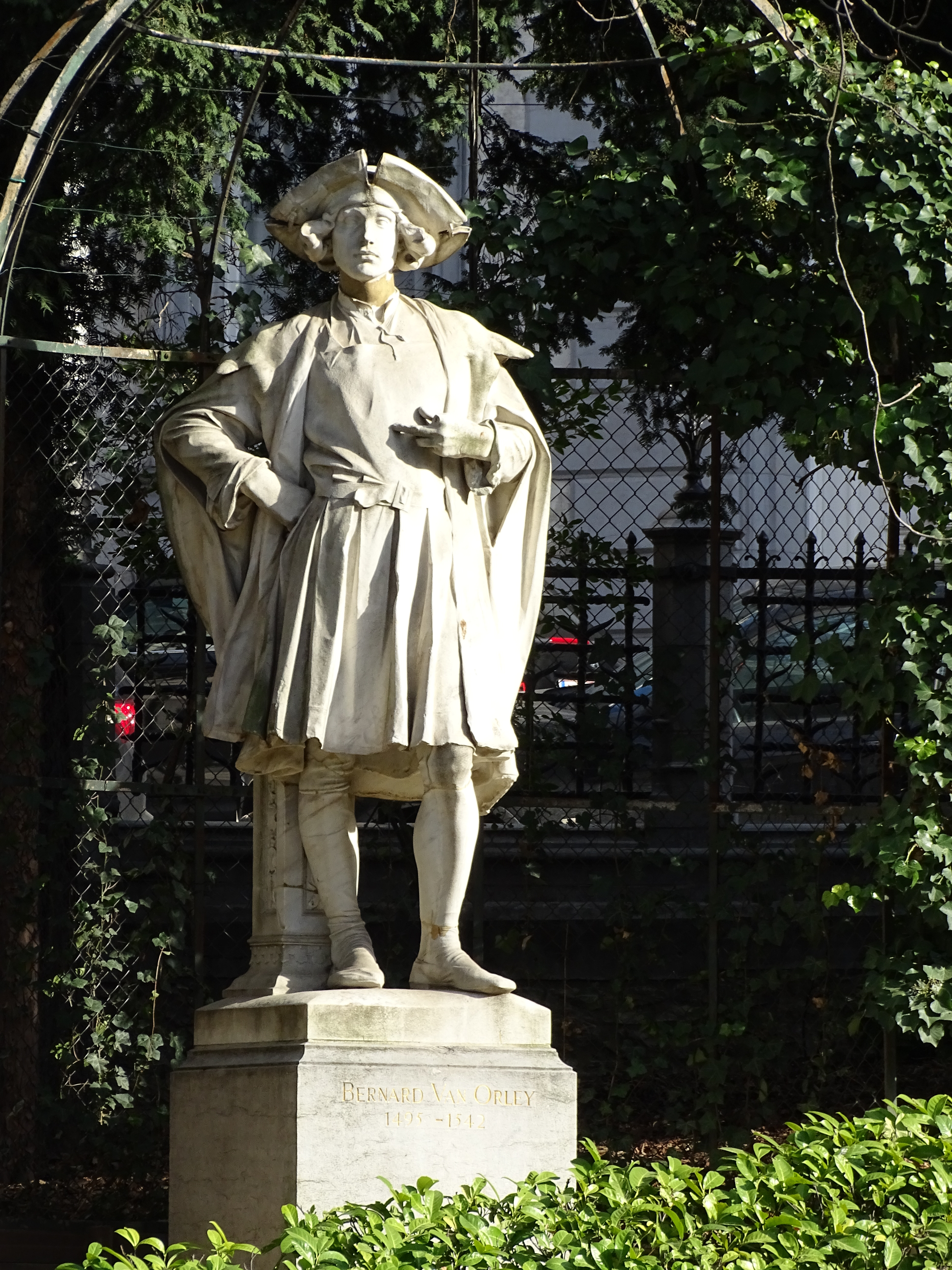
Памятник Бернарту ван Орлею. Брюссель

Бернарт ван Орлей родился и умер в Брюсселе, служил своего рода комиссионером по делам искусств городского совета Брюсселя. В 1512 году он женился на Агнес Зегерс (1492—1539). После её смерти он снова женился на Катерине Хеллинкс (? —1581). У него было семеро детей от первой жены и двое от второй. Его четверо сыновей пошли по стопам своего отца и также стали художниками, рисовальщиками ковров и ткачами.
Бернарт ван Орлей учился живописи у отца, Валентейна ван Орлея. Он был необычайно продуктивен, концентрируясь на подготовительных рисунках своих произведений и оставляя их выполнение в основном своим помощникам, как в случае живописи, так и полностью в случае шпалер и витражей. Возможно, этому он научился у Рафаэля, чья мастерская в Риме была беспрецедентно большой. Однако достоверных сведений и документального подтверждения пребывания Бернарта ван Орлея в Риме и, в частности, в мастерской Рафаэля не существует. Скорее такое влияние ограничивается косвенным знакомством с творчеством выдающихся итальянских художников Высокого Возрождения и, прежде всего, ознакомлением с картонами мастерской Рафаэля для серии шпалер «Деяния апостолов».
По поручению папы Льва Х вместе с Питером Куком ван Альстом Орлей надзирал за изготовлением на Брюссельской мануфактуре этой знаменитой серии между 1515 и 1520 годами. Ковры предназначались для украшения нижней части стен Сикстинской капеллы в Ватикане (семь ковров высотой 5 м и общей длиной 42 м; ныне в Ватиканской пинакотеке, картоны — в Музее Виктории и Альберта в Лондоне). Серия «Деяния Святых Апостолов» многократно повторялась и стала одним из характерных проявлений романизма в искусстве стран Северной Европы.
Бернарт ван Орлей и сам занимался изготовлением картонов для шпалер, в частности серий «Сказания о Богоматери Завеля» (1516—1518, Музей города Брюсселя), «Охота императора Максимилиана» (Лувр), «Житие Авраама» (Хэмптон-Корт, Лондон).
23 мая 1518 года Бернарт был назначен придворным портретистом Маргариты Австрийской, штатгальтера испанских Нидерландов, а с 1519 года императора Карла V Габсбурга. В своих первых живописных произведениях Бернарт продолжал традиции Яна ван Эйка, Рогира ван дер Вейдена и их последователей. Но вскоре он начал понемногу применять мотивы и приёмы живописи итальянского Возрождения, подобные тем, которые можно найти в фигурах и пространственных построениях композиций Рафаэля.
Начиная с 1515 года мастерская ван Орлея регулярно получала заказы на портреты, часто от окружения Габсбургов и высших чиновников, связанных с двором. Его братья Эверард и Гомар также работали в этой мастерской. В 1516 году Бернарт написал серию из шести портретов: Карла V, только что ставшего королём Испании, его брата Фердинанда, впоследствии короля Венгрии и Богемии, и четырёх его сестер. Они предназначались Изабелле Габсбургской и королю Дании Кристиану II, за которого Изабелла вышла замуж в 1514 году.
Бернарт ван Орлей создавал рисунки для расписных витражей: «Император Карл V и его сестра Мария Венгерская» для Собора Святого Михаила и Святой Гудулы в Брюсселе.
Когда Альбрехт Дюрер между 27 августа и 2 сентября 1520 года посетил Нидерланды по случаю коронации нового императора Карла V, он также встретился с Бернартом ван Орлеем, который устроил по этому случаю торжественный обед. Дюрер лестно называл ван Орлея «Рафаэлем Нидерландов». По этому случаю он нарисовал портрет хозяина дома.
У Бернара ван Орлея в его мастерской было несколько учеников, которые позднее стали известными: Михил Кокси, Питер Кук ван Альст, Питер де Кемпенир (Педро де Кампанья) и испанец Леон Пикардо. Они продолжили стиль нидерландского искусства Северного Возрождения. Другие ученики, такие как Ланселот Блондель и Ян Вермейен, продолжают традицию своего учителя как художники-декораторы и рисовальщики картонов для шпалер.

## Галерея

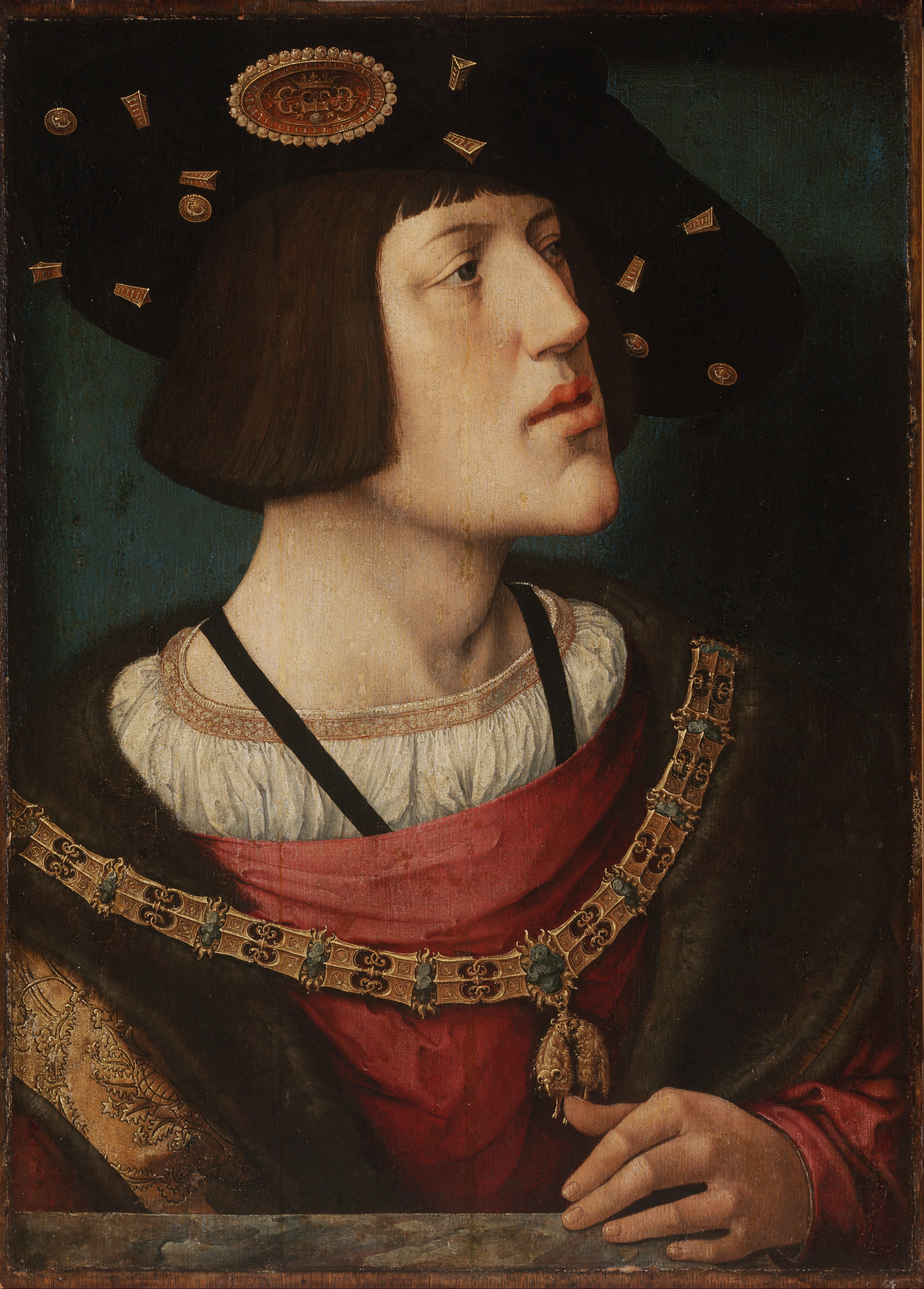
Портрет императора Священной римской империи Карла V. Между 1515 и 1516. Дерево, масло. Музей изобразительных искусств, Будапешт
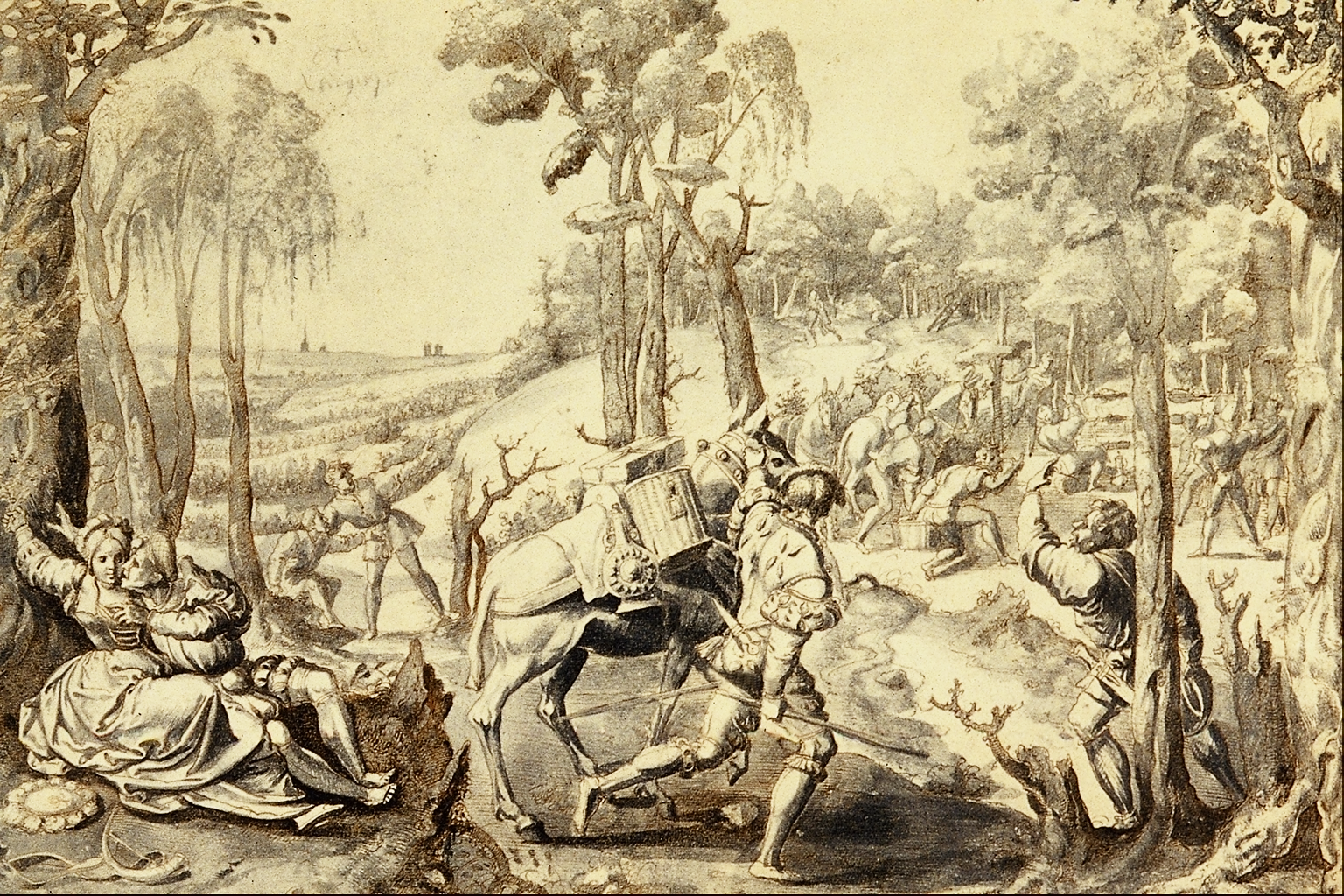
Подготовка к охотничьему пиру. Картон для шпалеры из серии Охота императора Максимилиана. Бумага, тушь, перо, кисть. Лувр, Париж
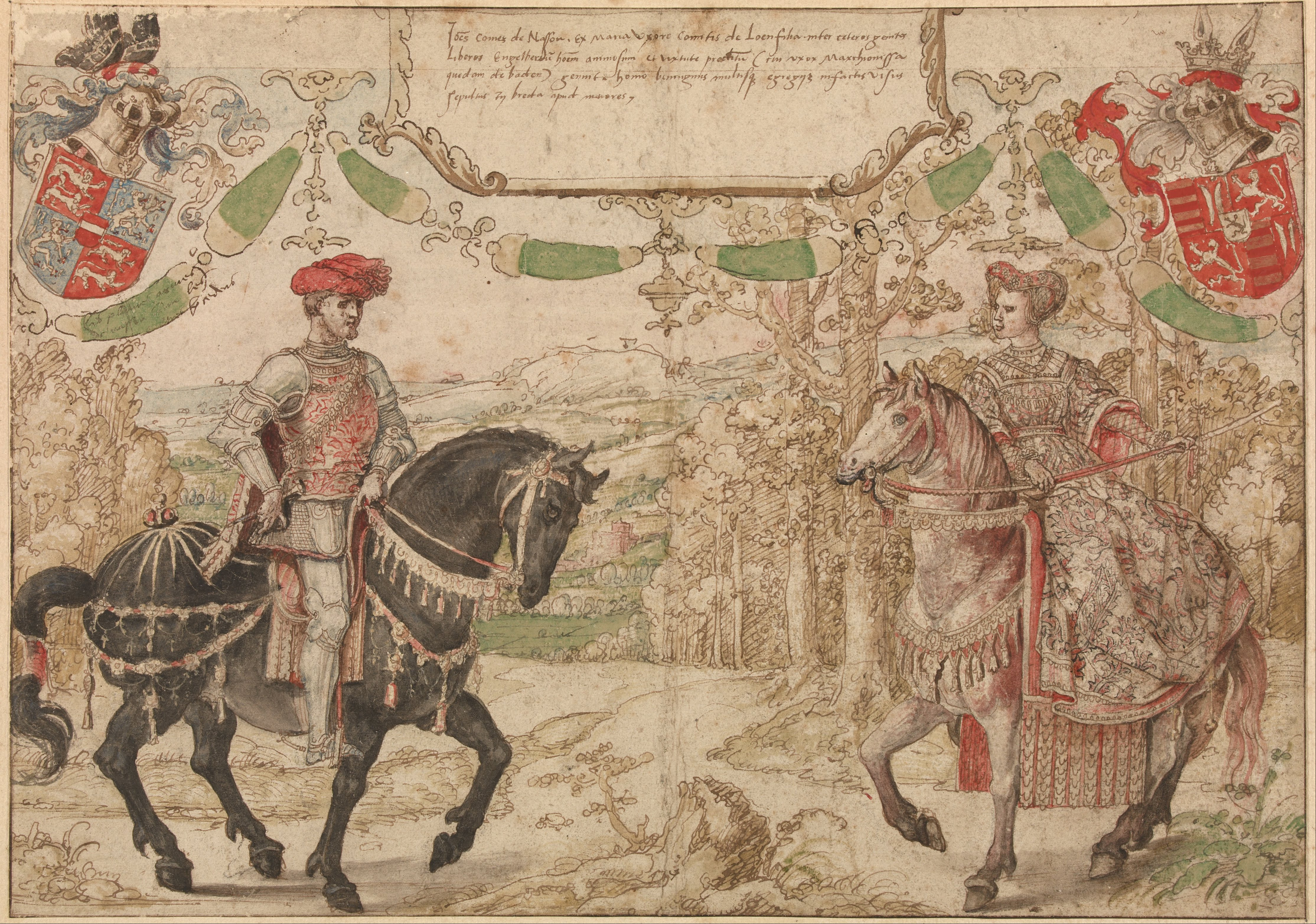
Иоганн IV Нассауский и его супруга Мария ван Лун-Хайнсберг. Между 1528 и 1530. Бумага, тушь, перо, кисть, акварель. Центр Гетти, Лос-Анджелес
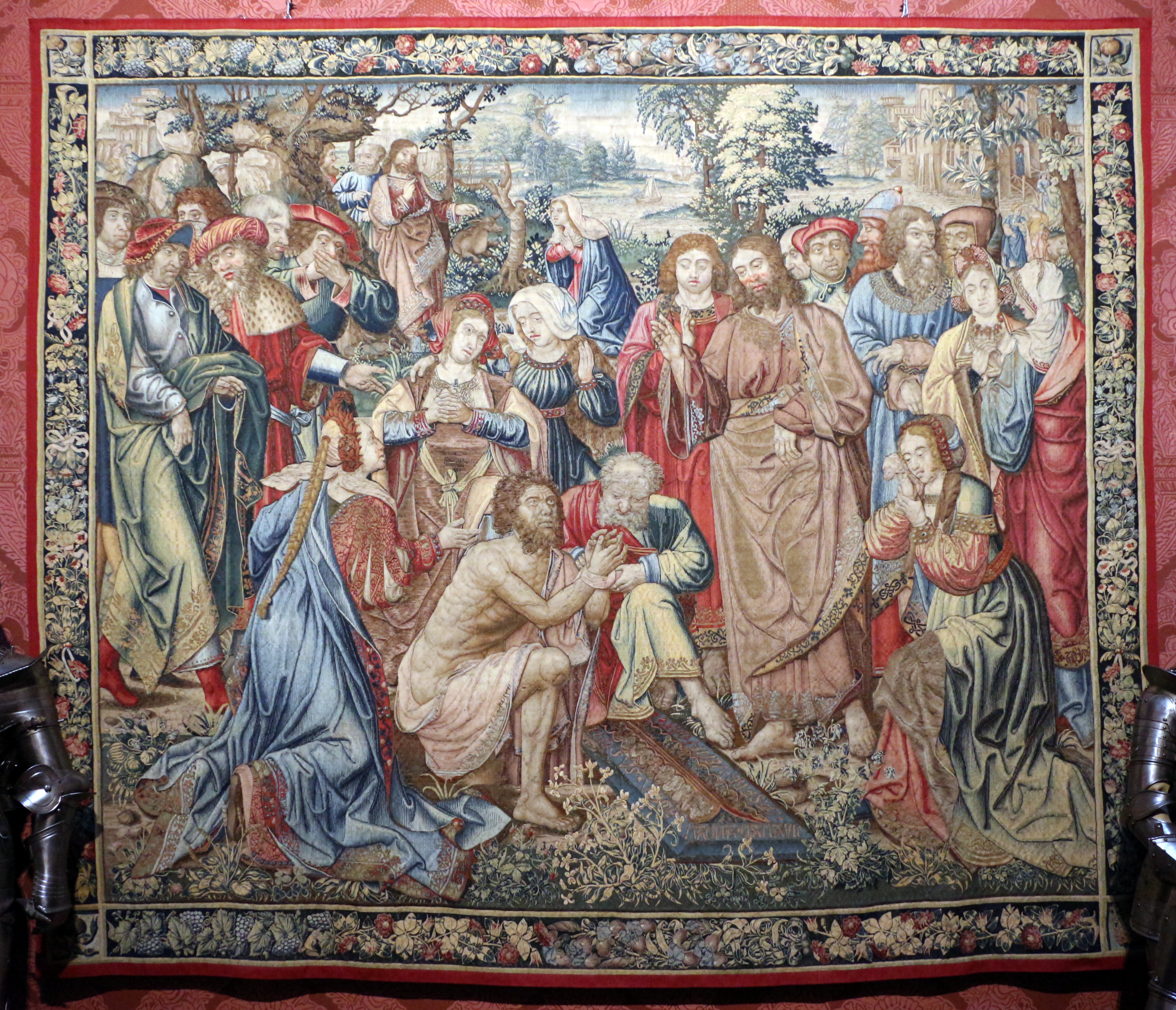
Воскрешение Лазаря. 1530. Шпалера по картону П. Кука ван Альста и Б. ван Орлея. Музей Стибберта, Флоренция
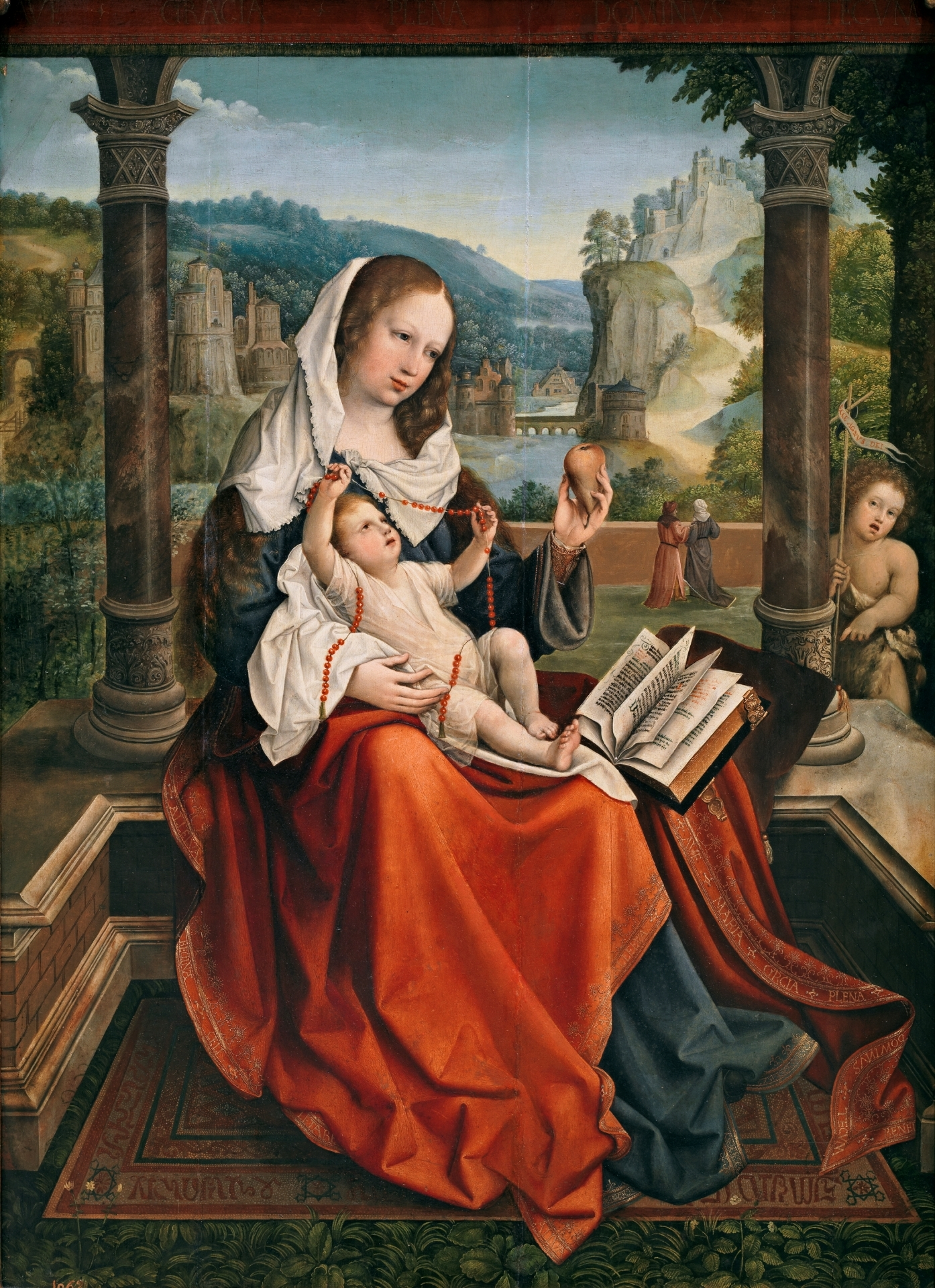
Дева Мария с младенцами Иисусом и Иоанном Крестителем. Между 1515 и 1520. Дерево, масло. Прадо, Мадрид
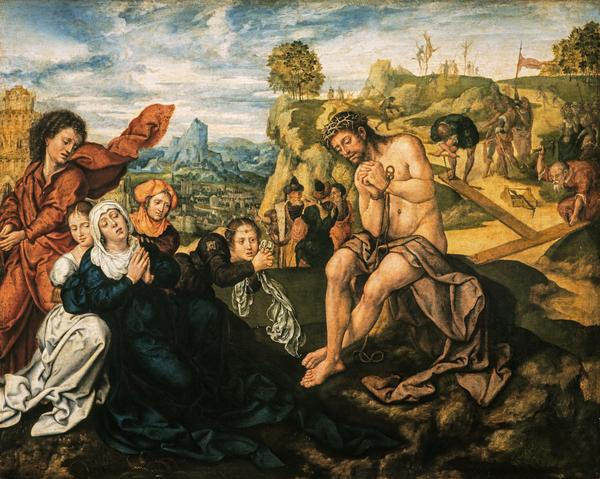
Перед Распятием. Ок. 1530. Дерево, масло. Национальная галерея Шотландии, Эдинбург
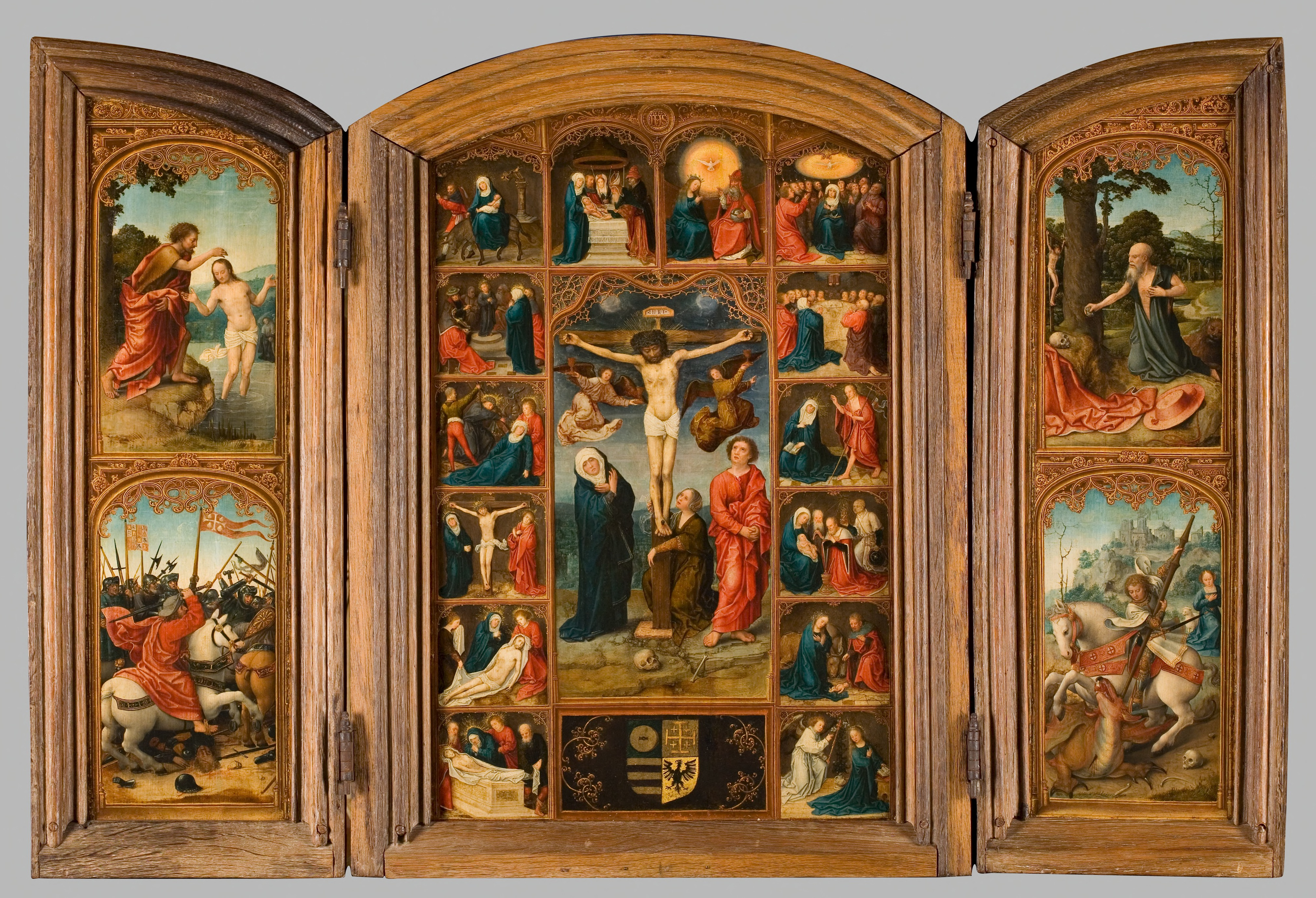
Распятие с семью печалями и семью радостями Марии (в 14 клеймах); Иоанном Крестителем, Иаковым Зеведеевым (Компостельским), Иеронимом (?) и Георгием Победоносцем (на боковых створках). Триптих. Дерево, масло. Государственный музей Твенте, Энсхеде
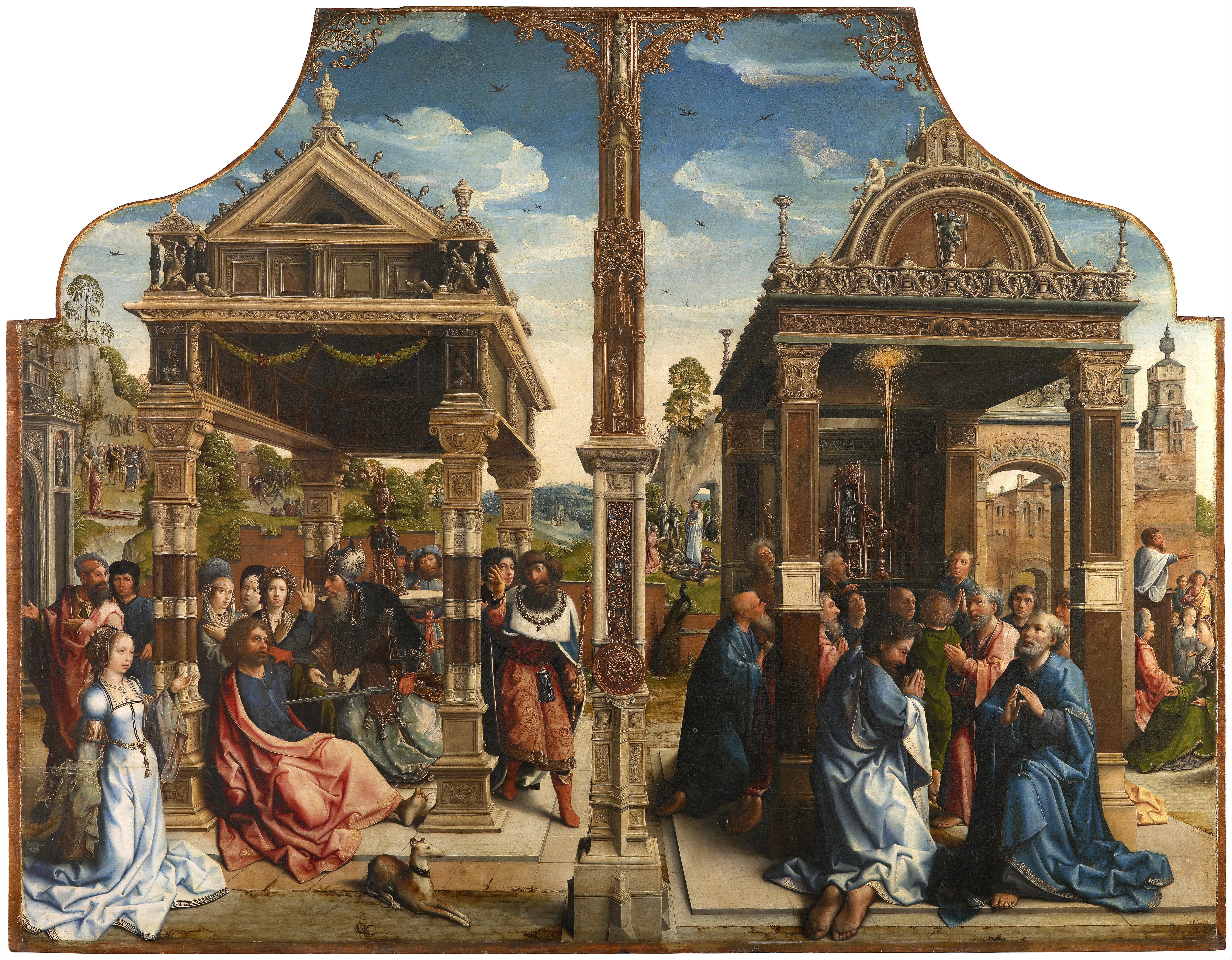
Алтарь святых Фомы и Матфея. Между 1510 и 1520. Дерево, масло. Музей истории искусств, Вена

## Основные живописные произведения
- «Алтарь св. Фомы и св. Матфея», ок. 1512—1515. Музей истории искусств, Вена;
- «Портрет Маргариты ван Отсервик»;
- «Мадонна с Младенцем», ок. 1515;
- «Портрет Жориса ван Целле», 1519
- «Портрет императора Карла V», 1519—1520. Музей изобразительных искусств, Будапешт;
- «Достоинство смирения», 1521;
- «Святое семейство», 1522. Прадо, Мадрид.